# Балаклійка (притока Псла)
Балаклійка — річка в Україні, у Великобагачанському районі Полтавської області. Права притока Псла (басейн Дніпра).

## Опис
Довжина річки приблизно 9,7 км.

## Розташування
Бере початок у селі Сидорівщина. Тече переважно на південний схід через долину Тарабанову, Балаклію і впадає у річку Псел, ліву притоку Дніпра. 
Населені пункти вздовж берегової смуги: Морозівщина, Шипоші, Писарівщина. 
Біля витоку річки пролягає європейський автомобільний шлях E40М06.